# Farum Park
Het Farum Park is een voetbalstadion in de Deense plaats Farum, dat plaats biedt aan 10.100 toeschouwers. De bekendste bespeler van het stadion is FC Nordsjælland. Er passen 10.100 mensen in het stadion, waarvan er 9.800 kunnen zitten. Ondanks dat het Farum Park een redelijk nieuw stadion is, heeft het geen veldverwarming.

## Nationale wedstrijden
Het Farum Park werd drie keer gebruikt als thuisstadion door het Deens vrouwenelftal. Verder speelden er ook een aantal jeugd- en vrouwenteams.
| Datum             | Thuisteam      | Res. | Bezoekers       | Competitie                                                  | Toeschouwers |
| ----------------- | -------------- | ---- | --------------- | ----------------------------------------------------------- | ------------ |
| 26 april 2000     | Denemarken -21 | 1–2  | Zweden -21      | Vriendschappelijke wedstrijd                                | 4.418        |
| 4 mei 2000        | Denemarken -21 | 0–7  | Noorwegen -21   | Vriendschappelijke wedstrijd                                | ?            |
| 24 april 2001     | Denemarken -21 | 0–2  | Slovenië -21    | Vriendschappelijke wedstrijd                                | 1.822        |
| 27 april 2002     | Denemarken -17 | 4–4  | Nederland -17   | Europees kampioenschap voetbal onder 17 - 2002              | ?            |
| 29 april 2002     | Denemarken -17 | 6–0  | Finland -17     | Europees kampioenschap voetbal onder 17 - 2002              | ?            |
| 11 oktober 2002   | Denemarken -21 | 9–0  | Luxemburg -21   | Europees kampioenschap voetbal onder 17 - 2004 kwalificatie | 1.117        |
| 19 november 2002  | Denemarken -21 | 0–1  | Polen -21       | Vriendschappelijke wedstrijd                                | 553          |
| 6 juni 2003       | Denemarken -21 | 2–0  | Noorwegen -21   | Europees kampioenschap voetbal onder 17 - 2004 kwalificatie | 2.005        |
| 9 september 2003  | Denemarken -21 | 0–0  | Roemenië -21    | Europees kampioenschap voetbal onder 17 - 2004 kwalificatie | 1.485        |
| 15 november 2003  | Denemarken -21 | 1–1  | Italië -21      | Europees kampioenschap voetbal onder 17 - 2004 kwalificatie | 2.815        |
| 22 mei 2004       | Denemarken     | 2–0  | Spanje          | Europees kampioenschap voetbal vrouwen 2005 kwalificatie    | 1.117        |
| 3 september 2004  | Denemarken -21 | 3–2  | Oekraïne -21    | Europees kampioenschap voetbal onder 17 - 2006 kwalificatie | 608          |
| 12 oktober 2004   | Denemarken -21 | 1–1  | Turkije -21     | Europees kampioenschap voetbal onder 17 - 2006 kwalificatie | 1.938        |
| 7 juni 2005       | Denemarken -21 | 7–0  | Albanië -21     | Europees kampioenschap voetbal onder 17 - 2006 kwalificatie | 1.343        |
| 6 september 2005  | Denemarken -21 | 1–0  | Georgië -21     | Europees kampioenschap voetbal onder 17 - 2006 kwalificatie | 1.024        |
| 25 september 2005 | Denemarken     | 3–0  | België          | Wereldkampioenschap voetbal vrouwen 2007 kwalificatie       | 1.316        |
| 7 oktober 2005    | Denemarken -21 | 2–1  | Griekenland -21 | Europees kampioenschap voetbal onder 17 - 2006 kwalificatie | 1.047        |
| 5 september 2006  | Denemarken -21 | 0–2  | Zweden -21      | Europees kampioenschap voetbal onder 17 - 2007 kwalificatie | 2.375        |
| 30 augustus 2008  | Denemarken     | 1–2  | Zweden          | Vriendschappelijke wedstrijd                                | 2.345        |
| 9 juni 2009       | Denemarken -21 | 0–4  | Italië -21      | Onofficiële wedstrijd                                       | 1.570        |